# Dolmen del Morrèl de las Fadas
El dolmen del Morrèl de las Fadas (El Puig de les Fades) o dolmen de les Fades i també Palet de Roland (en francès Le Dolmen des Fées) és un monument megalític situat al terme municipal de Pepius al departament de l'Aude, al sud de França. És considerat el més gran dolmen de corredor del sud de França. Va ser construït al voltant del 3500 aC.

## Localització
Des de Pepius, cal prendre la carretera D206 en direcció nord fins al veïnat de La Minharda (La Mignarde). Des del veïnat, cal prendre la carretera a mà esquerra en direcció a Sira. El dolmen és situat a uns 500 m, a la vora de la carretera D206A. (43° 18′ 46.63″ N, 2° 40′ 47.38″ E / 43.3129528°N,2.6798278°E).

## Descripció
Es tracta d'un sepulcre de corredor molt gran (amb uns 24 m de llarg i 2,50 m d'ample). El monument és dividit en 3 parts :
- Un corredor de 12 m de llarg.
- Una avantcambra de 6 m de llarg, coberta amb una llosa.
- La cambra, de 6 m de llarg, tancada per una llosa.

L'orientació és de sud al nord, amb l'entrada situada al sud.